# Sheryl Crow

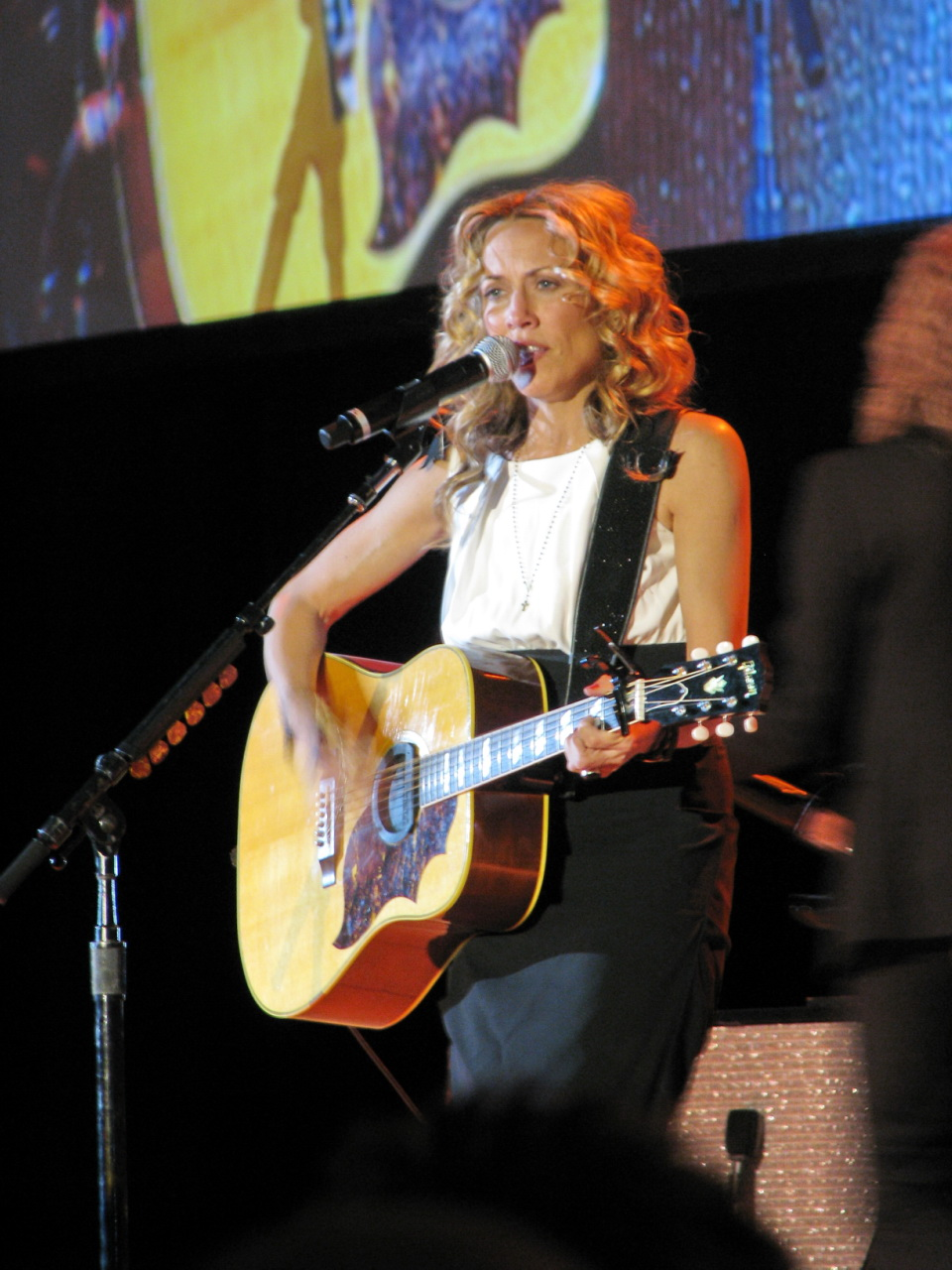
Sheryl Crow 2009-ben

Sheryl Suzanne Crow (Kennett, Missouri, Amerikai Egyesült Államok, 1962. február 11.) tízszeres Grammy-díjas amerikai énekesnő, zenei producer, zenész és színésznő. Zenei művészetében ötvöződik a rock, a népzene, a country és a popzene.

## Élete
Az Amerikai Egyesült Államokban Missouri államban lévő Kennettben született 1962. február 11-én. Családjától tanulta a zene szeretetét, hiszen édesapja, Wendell Crow ugyan ügyvédként dolgozott, de emellett trombitált, és édesanyja, Bernice zongoratanár volt. Sheryl Crow nagy családban nevelkedett, van két nővére, Kathy és Karen, valamint egy öccse, Steven.
Zenei pályafutása az iskolai énekkarban kezdődött, és 13 éves korában már saját dalokat is szerzett. A főiskolán zenét tanult és kezdetben zenetanárként dolgozott. Az 1980-as években Los Angelesbe költözött, és a Michael Jacksont kísérő vokál tagja lett. Fellépett Don Henleyvel az Eagles dobos-énekesével, és a Saturday Night Live show-műsorba is bevették.
Előadóként nagy sikerrel 1993-ban a Tuesday Night Music Club című első albumával mutatkozott be. Második, cím nélküli nagylemeze 1996-ban, jelent meg, és háromszoros platinalemez lett. Rendszeresen koncertezik, 1997-ben Budapesten is járt. A rock legnagyobb egyéniségeivel lépett már fel. Énekelt és zenélt Eric Claptonnal, a The Rolling Stones-szal, az The Allman Brothers Banddel, Bob Dylannel, Stevie Wonderrel, Michael Jacksonnal, Kid Rockkal, Stinggel, sőt még Luciano Pavarottival is.
A Wildflower című albuma megjelenésekor 2005-ben emlőrákot diagnosztizáltak nála. Megoperálták, és szerencsére ez megmentette az életét. A daganatos betegség tovább kísérte őt, hiszen egyik fellépésén 2012-ben a Soak Up the Sun-t énekelte, amikor elfelejtette a dalszöveg egy részét. Ezt követően elment átfogó kivizsgálásra, ahol kiderült, hogy agydaganata van. Az orvosi vélemény szerint nem rosszindulatú, és egyelőre nem kell operálni sem.
Több hangszeren játszik, énekel, és szerzőként is jelentős a munkássága. Zenei stílusa eklektikus, otthonosan mozog a rock, a pop és a countryzene területén is. Lemezeiből Amerikában 16, világszerte 35 millió darabot adtak el.

## Diszkográfia
- Tuesday Night Music Club (1993)
- Sheryl Crow (1996)
- The Globe Sessions (1998)
- C'mon C'mon (2002)
- Wildflower (2005)
- Detours (2008)
- Home for Christmas (2008)
- 100 Miles from Memphis (2010)
- Feels Like Home (2013)
- Be Myself (2017)
- Threads (2019)
- Evolution (2024)

## Filmográfia
- X-akták (1993) zene
- James Bond: A holnap markában (1998) zeneszerző, Golden Globe díj (1998), A legjobb filmdal jelölés
- Az idegen (1997) szereplő
- A bátrak hazája (2006) zene, Golden Globe díj (2007), A legjobb filmdal jelölés
- Remény Haitiért (2010) szereplő

## Könyv
- If It Makes You Healthy with Chuck White (2011)